# Order Zwycięstwa Świętego Jerzego
Order Zwycięstwa Świętego Jerzego (gruz. წმინდა გიორგის სახელობის გამარჯვების ორდენი, ts'minda giorgis sakhelobis gamarjvebis ordeni) – najwyższy order Gruzji (za wyższe wyróżnienie uważa się jedynie tytuł honorowy Narodowego Bohatera Gruzji).
Order Zwycięstwa Świętego Jerzego został ustanowiony 24 czerwca 2004 roku Dekretem Prezydenta Gruzji Micheila Saakaszwilego. Nadawany jest obywatelom Gruzji i cudzoziemcom za „wyjątkową rolę odegraną w zwycięstwach Gruzji”. Każdy odznaczony otrzymuje grant pieniężny w wysokości 6000 lari.